# لوکوف (منطقه تربیچ)
لوکوف (به چکی: Lukov) یک منطقهٔ مسکونی در جمهوری چک است که در منطقه تربیچ واقع شده‌است.
 لوکوف ۸٫۷۳ کیلومتر مربع مساحت و ۳۷۴ نفر جمعیت دارد و ۴۴۵ متر بالاتر از سطح دریا واقع شده‌است.